# 13732 Woodall
13732 Woodall è un asteroide della fascia principale. Scoperto nel 1998, presenta un'orbita caratterizzata da un semiasse maggiore pari a 2,374945 UA e da un'eccentricità di 0,100512, inclinata di 6,043593° rispetto all'eclittica. Ha un periodo di rotazione di 8,2987 ore.
Fa parte della famiglia di asteroidi Vesta.